# ورزشگاه پیروزی اصفهان
سالن پیروزی اصفهان از سالن‌های ورزشی سرپوشیده مجهز ایران است که در شهر اصفهان واقع شده‌است.
تیم فوتسال گیتی‌پسند در این سالن٬ میزبان حریفان خود نیز می‌باشد.
اولین دورهٔ مسابقات جام باشگاه‌های فوتسال آسیا، در سال ۲۰۱۰ در این سالن برگزار شد که با قهرمانی تیم فولاد ماهان اصفهان، نمایندهٔ ایران به پایان رسید.